# PRIDE 18
PRIDE 18: Cold Fury 2 fue un evento de artes marciales mixtas producido por PRIDE Fighting Championships, celebrado el 23 de diciembre de 2001 en el Marine Messe Fukuoka de Fukuoka.